# Malleray
Malleray (antiguamente en alemán Mällere) es una comuna suiza del cantón de Berna, situada en el distrito administrativo del Jura bernés. Limita al norte con la comuna de Souboz, al noreste con Champoz, al este con Bévilard, al sur con Péry, y al oeste con Reconvilier, Loveresse y Pontenet.
Hasta el 31 de diciembre de 2009 situada en el distrito de Moutier.